# Municipio de Chahuites
El Municipio de Chahuites es uno de los 570 municipios en que se divide el estado mexicano de Oaxaca, situado en el istmo de Tehuantepec; su cabecera es la localidad de Chahuites.

## Historia
El 4 de febrero de 2021 fue asesinado el presidente municipal de Chahuites, Leobardo Ramos Lázaro, militante del partido Movimiento Ciudadano. Cuatro meses después, en junio de 2021 fueron anuladas las elecciones locales debido a actos de violencia. Y posteriormente fue incendiado el edificio del consejo municipal. En las elecciones extraordinarias resultó electo Joaquín Martínez López, del Partido Verde Ecologista de México, que inició su mandato el 27 de marzo de 2022. El 18 de marzo de 2024, Martínez López fue asesinado mientras todavía era presidente municipal. hasta la fecha van dos presidentes municipales en el transcurso de 3 años que son ultimados a manos de la delincuencia organizada.

## Geografía
El municipio de Chahuites se encuentra localizado en el extremo sureste del estado de Oaxaca, a una distancia aproximada de 20 kilómetros de los límites con el estado de Chiapas, sus coordenadas extremas son 16° 14' - 16° 19' de latitud norte y 94° 10' - 94° 14' de longitud oeste, su altitud fluctúa entre los 0 y los 100 metros sobre el nivel del mar.
Tiene una extensión territorial de 22.749 kilómetros cuadrados y se encuentra completamente rodeado por el territorio del municipio de San Pedro Tapanatepec, en el que constituye un enclave. Forma parte de la Región del Istmo y del Distrito de Juchitán.

### Orografía e hidrografía
El territorio municipal es completamente llano, sin ninguna elevación de importancia. Forma parte de la Llanura Costera del Pacífico Sur y la altitud se considera que fluctúa entre los 0 y los 100 metros sobre el nivel del mar;  pertenece en su totalidad a la Provincia fisiográfica XV Cordillera Centroamericana y a la Subprovincia fisiográfica 84 Llanura del Istmo.
En su territorio existe solo una corriente de agua, el río Novillero que en sentido norte-sur atraviesa el municipio pasando por la cabecera municipal, dicho río proviene de San Pedro Tepanatepec y continua hacia su desembocadura en el océano Pacífico; todo el territorio del municipio pertenece a la Cuenca del Mar Muerto de la Región hidrológica Costa de Chiapas.

### Clima y ecosistemas
El clima registrado en Chahuites se encuentra clasificado como Cálido subhúmedo con lluvias en verano, de humedad media; la temperatura media anual de todo el municipio es superior a los 26 °C, la más cálida del estado, la precipitación promedio anual es de 1,000 a 1,500 mm.
El territorio se divide entre la zona urbana ocupada por la cabecera municipal y el resto que se dedica fundamentalmente a la agricultura de temporal, entre las principales especies vegetales están guanacaste, roble, tepezcohuite, árboles frutales y pastizales, y entre las especies animales armadillo, conejo, iguana, palomas, chachalacas, pichichi y zanates.
| Mapas geográficos de Chahuites |        |
|                                |        |
| Relieve e hidrología           | Climas |

## Demografía
De acuerdo a los resultados del Conteo de Población y Vivienda realizado en 2005 por el Instituto Nacional de Estadística y Geografía, la población total del municipio de Chahuites es de 9 929 personas, de las que 4 864 son hombres y 5 065 son mujeres.

### Grupos étnicos
En Chahuites hay un total de 488 personas que manifestaron en 2005 hablar alguna lengua indígena, de ellas, 463 son bilingües al español, 1 solo habla su lengua madre y 24 no manifestaron condición de bilingüismo. Del total, 427 personas son hablantes de lenguas zapotecas, 38 de idioma zoque y 14 no especifican su lengua materna, existen además dos hablantes de lenguas chinantecas y dos de lenguas mixtecas, y un hablante de cada una de las siguientes lenguas: idioma chol, idioma huave, idioma mixe, idioma maya e idioma tzotzil.

Principales localidades

### Localidades
En el municipio de Chahuites se localizan 9 localidades, las principales y su población en 2020 se enlistan a continuación:
| Localidad       | Población (2020) |
| --------------- | ---------------- |
| Chahuites       | 11 054           |
| Los Conejos     | 117              |
| El Porvenir     | 116              |
| Total municipio | 11 356           |

## Política
El gobierno de Chahuites corresponde al ayuntamiento, éste es electo por el principio de partidos políticos, vigente en 146 municipios de Oaxaca, a diferencia del sistema de usos y costumbres vigente en los restantes 424, por tanto su elección es como en todos los municipios mexicanos, por elección directa, universal y secreta para un periodo de tres años no renovables para el periodo inmediato pero si de forma no consecutiva, el periodo constitucional comienza el día 1 de enero del año siguiente a su elección. El Ayuntamiento se integra por el presidente municipal, un Síndico y un cabildo formado por cinco regidores.

### Representación legislativa
Para la elección de diputados locales al Congreso de Oaxaca y de diputados federales a la Cámara de Diputados federal, Chahuites se encuentra integrado en los siguientes distritos electorales:
Local:
- XXIII Distrito Electoral Local de Oaxaca con cabecera en Juchitán de Zaragoza.[19]

Federal:
- Distrito electoral federal 7 de Oaxaca con cabecera en Juchitán de Zaragoza.[20]

## Presidentes municipales
| Nombre                      | Período     | Partido |
| --------------------------- | ----------- | ------- |
| Cuauhtémoc Cruz Zavala      | 2008 - 2010 |         |
| Ahuítzotl Castillo Martínez | 2010 - 2013 |         |
| José Antonio Ruiz Santos    | 2014 - 2016 |         |
| Leobardo Ramos Lázaro       | 2017 - 2018 |         |
| Leobardo Ramos Lázaro       | 2019 - 2021 |         |
| Consejo Municipal           | 2021 - 2022 |         |
| Joaquín Martínez López      | 2022 - 2024 |         |
| Rossell Castillo Martínez   | 2025 - 2027 |         |